# 4556 Gumilyov
4556 Gumilyov è un asteroide della fascia principale. Scoperto nel 1987, presenta un'orbita caratterizzata da un semiasse maggiore pari a 2,3104159 UA e da un'eccentricità di 0,1448523, inclinata di 4,74861° rispetto all'eclittica.